# 1924年パリオリンピックのユーゴスラビア選手団
1924年パリオリンピックのユーゴスラビア選手団（1924ねんパリオリンピックのユーゴスラビアせんしゅだん）は、1924年5月4日から7月27日にかけてフランスの首都パリで開催された1924年パリオリンピックのユーゴスラビア選手団、およびその競技結果。

## 概要
今大会は金メダル2個を獲得した。

## メダル
| メダル | 選手名             | 競技 | 種目         |
| ------ | ------------------ | ---- | ------------ |
| 金     | レオン・シュツケリ | 体操 | 男子個人総合 |
| 金     | レオン・シュツケリ | 体操 | 男子鉄棒     |